# Историк (журнал)
«Историк» — российский популярный исторический журнал консервативной направленности. Позиционируется как «журнал об актуальном прошлом», что указано на обложке каждого номера, и адресован тем, кто «испытывает потребность в консервативном знании о прошлом и настоящем».

## Общие сведения
Журнал издаётся Фондом ИСЭПИ (Институт социально-экономических и политических исследований) и выходит с января 2015 года. В ноябре того же года в Государственном Историческом музее состоялась масштабная презентация издания, приуроченная ко Дню народного единства и выходу очередного номера.
Тираж первых номеров составлял 3 тысячи экземпляров и распространялся только в Москве. За первый год издания тираж журнала вырос до 10 тысяч, он поступил в продажу в Санкт-Петербурге, Курске, Туле, Казани, Нижнем Новгороде, Иркутске, других городах России. Затем тираж был увеличен до 15 тысяч экземпляров. 50-й номер журнала вышел в феврале 2019 года тиражом 20 тысяч экземпляров. В 2022 году журнал достиг тиража 25 000.
Главный редактор «Историка» с момента его основания — историк, журналист, педагог, кандидат филологических наук Владимир Рудаков:

Я вижу, насколько серьезен запрос на умный исторический журнал с государственнической, патриотической позицией. Речь, конечно, не о том, чтобы, следуя за Александром Бенкендорофом, писать о том, что «прошлое России удивительно, настоящее прекрасно, будущее же выше всяких представлений». Речь о том, чтобы анализировать прошлое своей страны, применяя адекватные оценки, и избегать штампов и стереотипов, часто навязанных нам извне. Не нужно себя обманывать: в глобальном мире давно идет борьба не только за настоящее, но и за прошлое, не только за ресурсы, но за умы. Мы не должны стоять и ждать вступления в город победителей.
— Владимир Рудаков

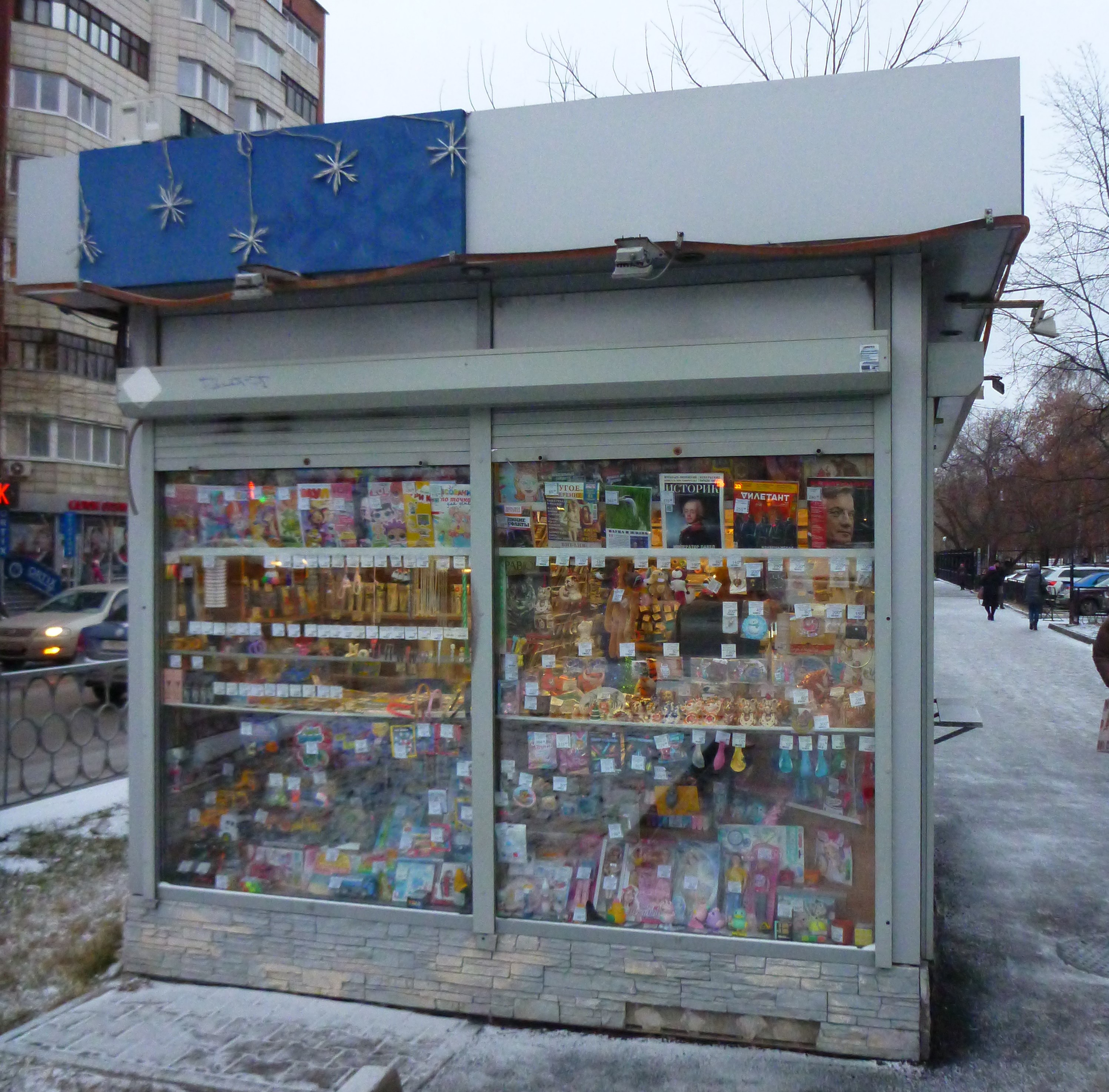
Журналы «Историк» и «Дилетант» на одной полке газетного киоска в Екатеринбурге, 2021 год

Наблюдатели зачастую противопоставляют «Историка» другому популярному историческому журналу — «Дилетанту», издающемуся с 2012 года. В частности, известный политолог Алексей Макаркин видит в новом издании своеобразный «консервативный ответ» именно «Дилетанту», однако Владимир Рудаков такую интерпретацию отвергает, заявляя, что идея «Историка» назрела в российском обществе.
В назначении Владимира Рудакова главным редактором издания Макаркин видит ставку учредителей «Историка» на умеренный, разумный консерватизм.

## Проекты журнала «Историк»
- Спецвыпуск журнала «Великая Отечественная война. 1941—1945» (2016)[5]
- Спецвыпуск журнала «1917. Русская революция: уроки истории» (2017)
- Спецвыпуск журнала «Крым. Страницы истории с древнейших времён до наших дней» (2019, 2-е, дополненное издание — 2024)
- Книга-альбом «История Отечества в русской живописи» (2020)
- Спецвыпуск журнала «Новейшая история России. От заката СССР до наших дней» (2021)
- С ноября 2017 года совместно с ГБОУ «Школа № 1505» и Общественной премией имени Ю. Б. Пирятинского журнал проводит лекторий «Историк» на Преображенской"
- В 2020 году журнал выступил организатором выставки «Ялта-1945» в Государственной Думе ФС РФ
- В 2020—2021 годах совместно с Департаментом образования и науки города Москвы осуществил проект по дополнительному образованию учителей истории и обществознания «Новый курс»
- С мая 2023 года совместно с ПАО «Транснефть» проводит ежегодный научно-образовательный форум «Историческая Россия: пространство и время»

## Награды
2020 — Премия «Александр Невский» в номинации «Наследие» — за подготовку книги-альбома «История Отечества в русской живописи»
2021 — Премия «Лучшие книги и издательства года», за подготовку книги-альбома «История Отечества в русской живописи»
2021 — главный редактор Владимир Рудаков удостоен высшей награды Союза журналистов РФ «Золотое перо России».
2022 — сотрудники журнала Владимир Рудаков, Арсений Замостьянов, Ольга Куликова, Олег Назаров стали лауреатами премии Правительства РФ в области СМИ за 2021 год — "за создание и реализацию концепции просветительского научно-популярного СМИ, посвященного истории России, а также за подготовку и издание спецвыпусков журнала «Историк» — «Новейшая история России», «Крым. Страницы истории с древнейших времен до наших дней» и иллюстрированного альбома «История Отечества в русской живописи»
2023 — премия «Лучшие книги и издательства года» за подготовку и издание книги «Деятели исторической России с древнейших времен и до наших дней»
2025 — Благодарность Президента Российской Федерации,

## Авторы
В числе авторов, публикующихся в журнале (помимо, собственно, историков и других учёных гуманитарного профиля) — политологи, деятели культуры и общественные деятели: главный редактор журнала «Россия в глобальной политике» Фёдор Лукьянов, почётный председатель Совета по внешней и оборонной политике Сергей Караганов, парламентарий Алексей Пушков, кинорежиссёры Карен Шахназаров и Сергей Урсуляк, писатели Юрий Поляков и Леонид Юзефович, актёры Владимир Машков и Сергей Безруков, космонавт Сергей Крикалёв и многие другие. Среди авторов журнала — гендиректор ВЦИОМ Валерий Фёдоров, который ведёт на страницах «Историка» постоянную рубрику «Книжная зависимость».